# Gylle kyrka
Gylle kyrka är en kyrkobyggnad i Gylle på Söderslätt i Skåne. Den tillhör Dalköpinge församling i Lunds stift.
Kyrkan stammar från medeltiden, men har byggts om mycket. År 1875 byggdes långhuset ut österut och man byggde ett nytt kor, något som förändrade kyrka markant.
Altaruppsats och predikstol är från 1500-talet. Altauppsatsen dateras till cirka 1580 medan predikstolen har något yngre datering.
En dyrbar ljuskrona för kyrkan skänktes till dåvarande Gylle församling år 1852 av dess kyrkvärd Anders Larsson i Gylle. Den användes första gången på juldagen 1852 till Ottesången.

## Orgel
- 1839 byggde Anders Larsson, Malmö en orgel med 8 stämmor. I april 1869 behövde orgeln repareras. Jöns Olsson Lundahl, Malmö, byggde om den och utökade den med 3 nya stämmor samt två kubiska bälgar. Församlingen var minst sagt lyriska över resultatet.[2]
- Den nuvarande orgeln byggdes 1923 av Olof Hammarberg, Göteborg och är en pneumatisk orgel.

| Manual I      | Manual II      | Pedal       | Koppel   |
| Borduna 16´   | Rörflöjt 8´    | Subbas 16´  | I/P      |
| Principal 8´  | Salicional 8'  | Koralbas 4´ | II/P     |
| Hålflöjt 8'   | Principal 4'   |             | II/I     |
| Oktava 4'     | Waldflöjt 2'   |             | II 16'/I |
| Spetsflöjt 4' | Larigot 1 1/3' |             | I 4'/I   |
| Kvinta 2 2/3' |                |             |          |
| Oktava 2'     |                |             |          |